# Arab-Ata-Mausoleum
Das Arab-Ata-Mausoleum oder Arabota-Mausoleum (usbekisch Аработа мақбараси Arabota maqbarasi), auch Mausoleum von ‘Arab Ata a Tim, ist ein Mausoleum in Usbekistan. Das Gebäude liegt in dem Ort Tim in der usbekischen Viloyat Samarqand etwa 100 Kilometer westlich der Viloyathauptstadt Samarqand. Es wurde im 10. Jahrhundert erbaut und wurde 2008 auf Grund seiner architekturhistorischen Bedeutung von der Republik Usbekistan in ihre Vorschlagsliste für das UNESCO-Welterbe aufgenommen.

## Baugeschichte
Das Mausoleum wurde unter dem Samanidenherrscher Nūḥ ibn Manṣūr in den Jahren 977–978 erbaut. Damit entstand es circa 70 Jahre später als das Samaniden-Mausoleum in Buchara, das als bekanntestes Bauwerk aus der Zeit der Samaniden einen vergleichbaren Stil aufweist. Insbesondere im Vergleich zu diesem früheren Bauwerk wird die architekturhistorische Bedeutung des Arab-Ata-Mausoleums deutlich, wobei die Entwicklung des Pischtaks, eines monumentalen Portalbogens, und des Stalaktitengewölbes als Übergang von der rechteckigen Basis des Gebäudes zur runden Kuppel bedeutende Etappen der Entwicklung islamischer Architektur in Zentralasien darstellen. Die genaue Funktion des Bauwerks ist heute nicht mehr bekannt, einer lokalen Überlieferung zufolge wurde das Mausoleum als Grabstätte für einen arabischen Eroberer errichtet, dessen Identität heute ungeklärt ist.

## Beschreibung
Das Arab-Ata-Mausoleum befindet sich als freistehendes Gebäude am Fuße eines Hügels. Die Außenmaße des Gebäudes betragen 8,0 × 8,7 m, der Innenraum ist mit einer Seitenlänge von fünf Metern quadratisch angelegt, was eine Parallele zum Samaniden-Mausoleum in Buchara darstellt, das einen quadratischen Gebäudegrundriss aufweist. Der monumentale Eingang des Mausoleums wird durch einen Pischtak und einen flachen Iwan, ein weiteres Merkmal islamischer Architektur in der Region, markiert. Oberhalb des Iwans befinden sich drei rechteckig abgestufte Blendnischen. In den Ecken des Bauwerks befinden sich polygonale Säulen, die mit Ornamente durch versetzte Ziegel im Mauerwerksverband verziert sind. Den Übergang zu der flachen Kuppel des Bauwerks bildet ein Stalaktitengewölbe, das in der islamischen Architektur als Muqarnas bekannt ist. Das Arab-Ata-Mausoleum ist eines der ältesten erhaltenen Gebäude, in dem diese Technik, die sich zu einem Stilmerkmal islamischer Architektur entwickelte, eingesetzt wurde.

## Bedeutung
Das Mausoleum wurde wegen seiner abgelegenen Lage in der Steppe zwischen den architektonisch wie kulturell besonders bedeutenden Städten Buchara und Samarqand lange Zeit wenig beachtet. Erst im 20. Jahrhundert wurde das Gebäude als Mausoleum wiederentdeckt und wurde Gegenstand erster wissenschaftlicher Betrachtungen. Heute gilt das Bauwerk als Zeugnis einer wichtigen Entwicklungsstufe der islamischen Architektur in der Region. Am 18. Januar 2008 wurde das Bauwerk von der Nationalen Kommission der Republik Usbekistan für die UNESCO auf die Tentativliste Usbekistans gesetzt.